# Hashtag
Un hashtag este un cuvânt sau o frază, precedate de semnul #. Este o modalitate de a înștiința prin etichetarea tipului de conținut. Cuvintele care apar în mesajele de bloging și rețele de socializare precum Facebook, Twitter, Google+ sau Instagram pot fi etichetate prin inserarea semnului # în fața lor, fie că apar într-o propoziție sau sunt anexate acesteia.
Se poate face căutare după „hashtag” obținându-se ansamblul de mesaje care îl conține, astfel „Hashtag-ul” face posibilă gruparea mesajelor.
Un „hashtag” este conectat doar la un mediu specific, prin urmare, nu poate fi legat și conectat la imagini sau mesaje de la diferite platforme.
Cea mai bună metodă de a atrage atenția asupra conținutului este utilizarea hashtag-urilor, ratele de implicare în postări fiind mai mari atunci când există cel puțin un hashtag.  Prin creșterea vizibilității unei postări pentru un public mai larg, utilizarea hashtag-urilor potrivite poate îmbunătăți accesibilitatea acesteia.Drept urmare, alegerea hashtag-urilor potrivite crește interacțiunea utilizatorului și crește popularitatea postărilor.
Hashtag-ul a devenit cea mai utilizată semnătură a erei moderne, fiind considerată o componentă unificatoare între limbajul vorbit și codul computerizat.Eficacitatea sa este cel mai bine demonstrată de faptul că simbolul hash a început să apară ulterior în afara ecranelor.Astfel, de ceva vreme, # a fost mai mult decât un simplu semn practic; a fost, de asemenea, un simbol social promițător.Creat inițial ca o etichetă de subiect pentru a face tweet-urile să poată fi căutate, însă simbolul a devenit în prezent popular nu numai printre rețele sociale, ci și offline, iar scopul principal în utilizarea hashtag-urilor în afara web-ului este de a sublinia mesajul și, eventual, crearea unor fraze memorabile.
Hashtag-urile offline pot fi folosite într-o gamă largă, de la privat la public la politic.Ele pot fi purtate ca bijuterii sau pot fi găsite în note scrise de mână pe tricouri, panouri, reclame, aproape oriunde. O tendință în curs de dezvoltare în a aduce schimbări socio-politice în lumea reală este ” hashtag activism”, care implică mobilizarea utilizatorilor online pentru o cauză.
1. ↑  Solomiia Fedushko; Sofia Kolos (2019). „„Effective Strategies for Using Hashtags in Online Communic."”. International Journal of Computing and Related Technologies.
2. 1 2  Purnadip Chakrabarti; Eish Malvi; Shubhi Bansal; Nagendra Kumar (2023). „„Hashtag recommendation for enhancing the popularity of social media posts."”. Social Network Analysis and Mining.
3. 1 2 3  Bernard, Andreas (2019). Theory of the Hashtag.
4. ↑  Caleffi; Paola-Maria (2015). „„The 'hashtag': A new word or a new rule?"”. SKASE Journal of Theoretical Linguistics.
5. 1 2  Zappavgina, Michele (2018). Searchable Talk: Hashtags and Social Media Metadiscourse.
6. ↑  Goswami; Manash Pratim (2018). „„Social Media and Hashtag Activism."”. Liberty Dignity and Change in Journalism.